# 万任
万任（？—?），號懷二，贵州铜仁籍江西南昌人，明朝政治人物。进士出身。

## 生平
崇禎三年庚午科鄉試第十五名舉人，七年（1634年）甲戌科會試第九十二名，廷試三甲十七名進士。都察院觀政，本年三月任直隸嘉定县知县。十二年应天同考，十五年行取，考选河南道監察御史，本年降山東按察司照磨。